# Zonanthus cubensis
Zonanthus es un género monotípica de plantas con flores perteneciente a la familia Gentianaceae. Su única especie:  Zonanthus cubensis Griseb., es originaria de Cuba.

## Taxonomía
Zonanthus cubensis fue descrita por  August Heinrich Rudolf Grisebach y publicado en Journal of the Proceedings of the Linnean Society 6: 145. 1862.